# Dikon Mičel
Dikon Amis Tomas Mičel (engl. Dickon Amiss Thomas Mitchell; Sent Dejvids, 8. oktobar 1978) je grenadski političar, advokat i aktuelni premijer Grenade od 24. juna 2022. godine. Predsednik je Nacionalnog demokratskog kongresa.